# Rodrigo José Carbone
Rodrigo José Carbone (født 17. marts 1974) er en tidligere brasiliansk fodboldspiller.
Han har spillet for flere forskellige klubber i sin karriere, herunder Kashima Antlers.